# Phép biến đổi Lorentz

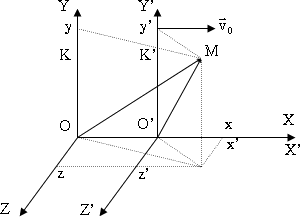

Trong vật lý học, phép biến đổi Lorentz (hoặc biến đổi Lorentz) đặt theo tên của nhà vật lý học người Hà Lan Hendrik Lorentz là kết quả thu được của Lorentz và những người khác trong nỗ lực giải thích làm thế nào mà tốc độ ánh sáng đo được lại độc lập với hệ quy chiếu, và để hiểu tính đối xứng của các định luật điện từ học. Biến đổi Lorentz tuân theo thuyết tương đối hẹp, nhưng nó đã được suy luận ra trước khi có lý thuyết này.
Phép biến đổi miêu tả bằng cách nào mà kết quả đo của hai quan sát viên, mỗi người trong một hệ quy chiếu quán tính chuyển động với vận tốc không đổi tương đối với nhau,về các sự kiện trong không gian và thời gian được liên hệ với nhau. Chúng phản ánh bản chất rằng các quan sát viên chuyển động dưới các vận tốc khác nhau có thể đo được độ dài, sự trôi đi của thời gian, và thậm chí thứ tự của các sự kiện xảy ra khác nhau. Chúng thay thế phép biến đổi Galileo trong vật lý Newton, mà giả thiết rằng không gian và thời gian là tuyệt đối. Biến đổi Galilei là trường hợp xấp xỉ tốt của biến đổi Lorentz trong trường hợp vận tốc nhỏ hơn nhiều so với ánh sáng.
Phép biến đổi Lorentz là một phép biến đổi tuyến tính. Nó bao gồm phép quay không gian; một phép biến đổi Lorentz không chứa phép quay được gọi là gia tăng Lorentz (Lorentz boost).
Trong không gian Minkowski, phép biến đổi Lorentz bảo toàn khoảng không thời gian giữa hai sự kiện bất kỳ. Chúng chỉ miêu tả biến đổi mà tại đó sự kiện trong không thời gian tại gốc tọa độ là cố định, do vậy chúng có thể được coi là phép quay hypebolic của không gian Minkowski. Tập hợp các phép biến đổi tổng quát hơn bao gồm sự tịnh tiến được gọi là nhóm Poincaré.

## Lịch sử
Nhiều nhà vật lý, bao gồm Woldemar Voigt, George FitzGerald, Joseph Larmor, và chính Hendrik Lorentz đã từng thảo luận về ý nghĩa vật lý hàm chứa bởi những phương trình biến đổi này từ năm 1887. Đầu năm 1889, Oliver Heaviside đã chỉ ra từ phương trình Maxwell rằng điện trường xung quanh các điện tích phân bố hình cầu phải suy giảm khỏi đối xứng cầu một khi những điện tích này trong chuyển động tương đối đối với nhau. FitzGerald sau đó phỏng đoán rằng sự méo điện trường theo như kết quả của Heaviside có thể áp dụng cho lý thuyết về lực liên kết giữa các phân tử. Một vài tháng sau, FitzGerald công bố phỏng đoán về các vật trong trạng thái chuyển động bị co ngắn kích thước khi ông muốn giải thích kết quả kỳ lạ về thí nghiệm tìm kiếm ê te của Michelson và Morley vào năm 1887. Năm 1892, Lorentz đã trình bày ý tưởng giống như thế một cách độc lập nhưng chi tiết hơn mà sau này gọi là giả thiết co độ dài FitzGerald–Lorentz. Sự giải thích của họ đã được nhiều nhà vật lý biết đến trước thời điểm năm 1905.
Lorentz (giai đoạn 1892–1904) và Larmor (1897–1900), những người ủng hộ giả thuyết ê te siêu sáng, cũng đi tìm phép biến đổi mà trong đó phương trình Maxwell là bất biến dưới sự biến đổi từ ê te sang một hệ quy chiếu chuyển động. Họ mở rộng giả thuyết sự co độ dài FitzGerald–Lorentz và tìm thấy rằng tọa độ thời gian phải được sửa đổi thành thời gian cục bộ. Henri Poincaré đưa ra cách giải thích mang ý nghĩa vật lý đối với thời gian cục bộ (đến xấp xỉ bậc nhất của {\displaystyle {\tfrac {v}{c}}}) như là hệ quả của sự đồng bộ hóa các đồng hồ, khi ông giả sử rằng tốc độ ánh sáng không đổi trong các hệ quy chiếu chuyển động. Larmor được công nhận là người đầu tiên hiểu được sự quan trọng của hiệu ứng dãn thời gian (time dilation) như là hệ quả của các phương trình của ông.
Năm 1905, Poincaré là người đầu tiên nhận ra rằng biến đổi có tính chất cấu trúc toán học của một nhóm, và ông đặt tên nó theo Lorentz.. Sau đó trong cùng năm Albert Einstein công bố bài báo mà ngày nay gọi là thuyết tương đối hẹp, khi ông chứng tỏ phép biến đổi Lorentz là hệ quả của nguyên lý tương đối và tính không đổi của vận tốc ánh sáng trong mọi hệ quy chiếu quán tính, qua đó bác bỏ sự tồn tại của ê te.

## Phép biến đổi Lorentz
Xét một hệ quy chiếu {\displaystyle K'} đang chuyển động với vận tốc {\displaystyle v} so với hệ quy chiếu đứng yên {\displaystyle K}.
Trong hệ {\displaystyle K}, quỹ tích các điểm có ánh sáng truyền tới đồng thời là một mặt cầu bán kính {\displaystyle ct} và phương trình sẽ là: {\displaystyle x^{2}+y^{2}+z^{2}-c^{2}t^{2}=0}. Theo nguyên lý tương đối, mặt đầu sóng trong hệ {\displaystyle K'} cũng phải là một mặt cầu và theo tiên đề thứ hai, bán kính của nó phải bằng {\displaystyle ct'}. Do đó, trong hệ {\displaystyle K'} phương trình của mặt đầu sóng phải có dạng: {\displaystyle x'^{2}+y'^{2}+z'^{2}-c^{2}t'^{2}=0}.